# Pristimantis ramagii
Espèce
Synonymes
- Hylodes ramagii Boulenger, 1888
- Eleutherodactylus ramagii (Boulenger, 1888)
- Ischnocnema ramagii (Boulenger, 1888)

Statut de conservation UICN

 LC  : Préoccupation mineure
Pristimantis ramagii est une espèce d'amphibiens de la famille des Craugastoridae.

## Répartition
Cette espèce est endémique du Brésil. Elle se rencontre sur la côte des États du Pernambouc, de Paraíba, de l'Alagoas, du Sergipe et de Bahia jusqu'à 800 m d'altitude.

## Étymologie
Cette espèce est nommée en l'honneur de George Albert Ramage (1858–1937).

## Publication originale
- Boulenger, 1888 : On some reptiles and batrachians from Iguarasse, Pernambuco. Annals and Magazine of Natural History, sér. 6, vol. 2, p. 40-43 (texte intégral).